# کفرلاها
کفرلاها (به عربی: کفرلاها) یک منطقهٔ مسکونی در سوریه است که در استان حمص واقع شده‌است. کفرلاها ۲۰٬۰۴۱ نفر جمعیت دارد.